# Outis (opéra)

Outis est l'avant-dernier opéra de Luciano Berio. 
Créé le 5 octobre 1996 à la Scala de Milan pour une séance scolaire sous la direction de David Robertson, la première (le 2 octobre) n'a pas eu lieu du fait d'une grève d'une partie des musiciens de l'orchestre de la Scala[réf. nécessaire].
Outis fait directement allusion à l'épisode de l'Odyssée d'Homère où Ulysse, voulant échapper aux cyclopes, dit à Polyphème « mon nom est Personne » (Outis en grec) et à l'Ulysse de James Joyce.
Il a été mis en scène à Paris, par Yannis Kokkos, sous forme de trois extraits, au théâtre du Châtelet, en 1999, en présence de Luciano Berio. 

## Effectif détaillé

### Solistes
- Deux barytons solos, cinq sopranos solos, trois ténors solos, contre-ténor solo, mezzo-soprano solo, basse solo, récitant, mime.
- Ensemble de voix solistes à huit voix, chœur mixte.

### Instruments
- flûte piccolo, trois flûtes, flûte alto, hautbois, cor anglais, petite clarinette, trois clarinettes, clarinette basse, quatre saxophones SATB, basson, contrebasson, trois cors, quatre trompettes [en do] , trois trombones, tuba, percussionniste, marimba, harpe, piano, célesta, accordéon, orgue électrique, cordes.